# Affranchi
Affranchi var en juridisk term för klassen av fria färgade i franskspråkiga amerikanska områden före slaveriets avskaffande, främst i Franska Västindien. 
Affranchis bestod både av frigivna slavar av helt afrikanskt ursprung, och av färgade av blandat ursprung som i många fall var födda fria och avkommor ur placagesystemet, men den senare kategorin kallades specifikt Gens de couleur libres. De utgjorde en stor klass särskilt på Saint Domingue, och en medelklass mellan svarta slavar och vita slavägare. Affranchis kunde i vissa fall bli förmögna och bildade, men blev också diskriminerade och förnekad rösträtt. Termen kom ur bruk efter slaveriets avskaffande. 